# Oroczon 2-j
Oroczon 2-j (ros. Орочён 2-й), Oroczen 2-j (jakuc. Орочен 2-й) – wieś w Rosji, w Jakucji na obszarze ułusu ałdańskiego.

## Historia
Leży nad rzeką Orto-Sała. Przez wieś przebiega Magistrala Amursko-Jakucka.
W przeszłości miejscowość stanowiła ośrodek wydobycia złota. Podczas II wojny światowej w miejscowości przebywali Polacy deportowani z Polski. Funkcjonowały tam wtedy dom inwalidów (de facto dom starców) oraz internat dla młodzieży polskiej, działający pod egidą ambasady RP w Moskwie, mającej przedstawicielstwo w pobliskim Ałdanie.
Według wersji geografa Tadeusza Hoffa z 1999, bazującego na Wielki Atlasie Świata (1962, wyd. STWP) nazwa miejscowości była wymawiana Wtaroj Oraczon (ros. Второй Орочён, tłum. pol. Drugi Oroczen).
Około 5 km na południe od wsi Oroczon 2-j (Drugi Oroczen) leży wieś Oroczon 1-j (Pierwszy Oroczen). Obie wsie połączyła droga.
W myśl ustawy Republiki Sacha (Jakucji) z 30 listopada 2004 wieś została włączona do utworzonego podmiotu miejskiego „Osiedla Miejskiego Miasto Ałdan”.